# Nisreen Faour
Nisreen Faour (arabisch نسرين فاعور, DMG Nisrīn Fāʿūr; * 2. August 1972 in Maʿalot-Tarschiha) ist eine palästinensische Schauspielerin und Regisseurin.

## Biografie
Nisreen Faour ist in Tarschicha geboren und aufgewachsen, als Tochter einer Familie, die aus Dschalin geflüchtet war, das 1948 erobert und zerstört wurde. In ihrer Jugend war sie in der Schule aktiv und nahm an einer Delegation in die USA teil. in den Jahren 1991 bis 1994 studierte sie an der Theaterakademie in Tel-Aviv, im Jahr 2006 studierte sie Regie an der Universität Haifa. Im Jahr 2008 studierte sie Yoga in Indien. Faour arbeitet auf Arabisch und Englisch, aber nicht auf Hebräisch, obschon sie fließend hebräisch spricht.

## Theater
Zuerst spielte Faour in verschiedenen palästinensischen Theatern, wie asch-Schuruk, Bet-Al-Karma, Al-Midan. Unter anderem spielte sie in den Stücken Furcht und Elend des Dritten Reiches, Don Quichote.
Eine herausragende Rolle spielte sie im Monodrama Eine glückliche Frau von Dario Fo und  Franca Rame, unter der Regie von Kamel Bascha.
Sie führt auch Regie, unter anderem inszenierte sie Ich bin Anna, inspiriert von Anna Karenina von Leo Tolstoi, in Akkon, 2006.

## Fernsehen
Sie spielte in verschiedenen Fernsehserien mit: Maschuar al-Dschum’a und Die Bringi-Familie und anderen.

## Filmografie
- 2001: Waiting for Salach-Ad-Din[2][3]
- 2002: Der neunte Monat, Regie: Ali Nassar
- 2009: Amreeka, Regie: Shireen Dabis
- 2011: Dschamr al-Chikaja, Regie: Ali Nassar

## Dokumentarfilm mit Nisreen Faour
Der Film Maria-Nisreen von Mohammad Tawfik handelt von der Beziehung zwischen Nisreen und der Figur Maria, die sie im Stück Eine glückliche Frau spielt.

## Auszeichnungen
- FIPRESCI Critics’ Prize – Cannes Film Festival, Best Actress  Muhr Award of Dubai International Film Festival 2009 für ihre Rolle in Amreeka[5]
- Beste Schauspielerin in Sarchan und die Seniora im arabischen Monodramen-Festival, 1996